# Koselnyky
Koselnyky (ukrainisch Козельники; polnisch Kozielniki) ist ein Stadtviertel der westukrainischen Stadt Lemberg (im Stadtrajon Sychiw).

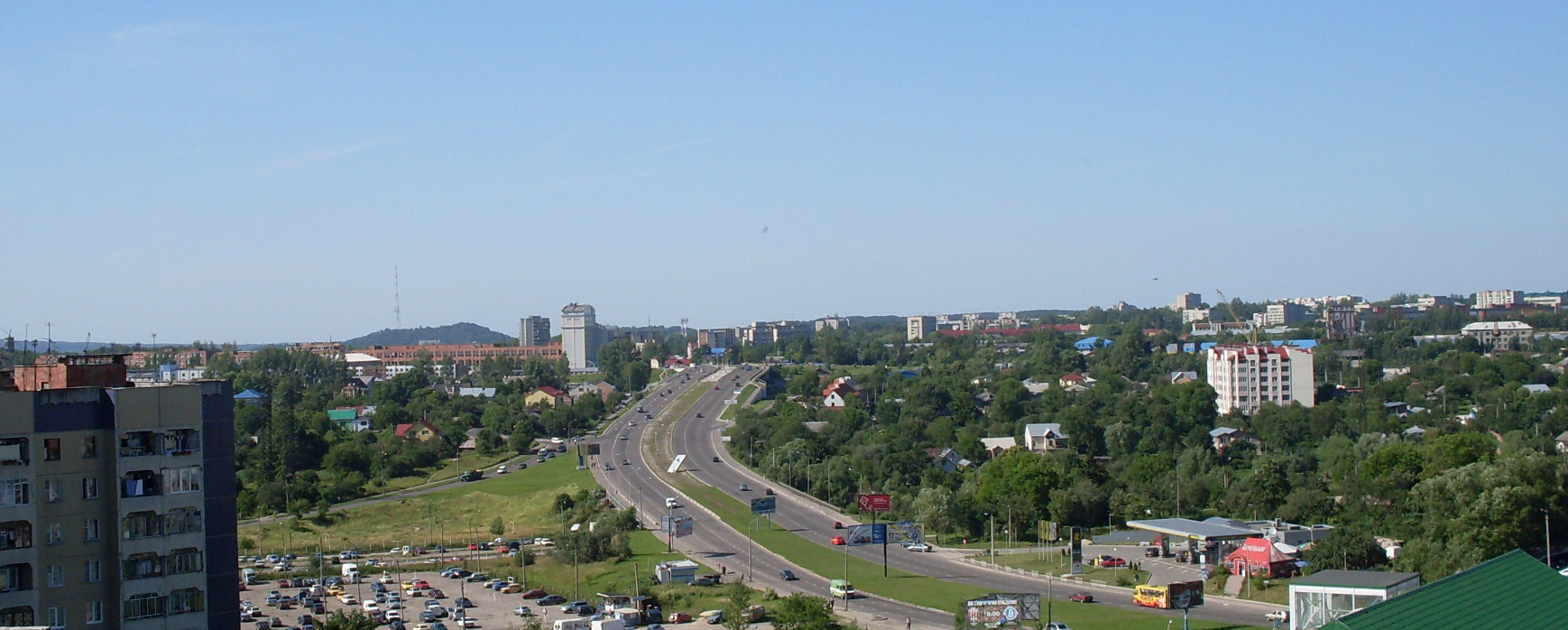
Koselnyky, Aussicht von Sychiw

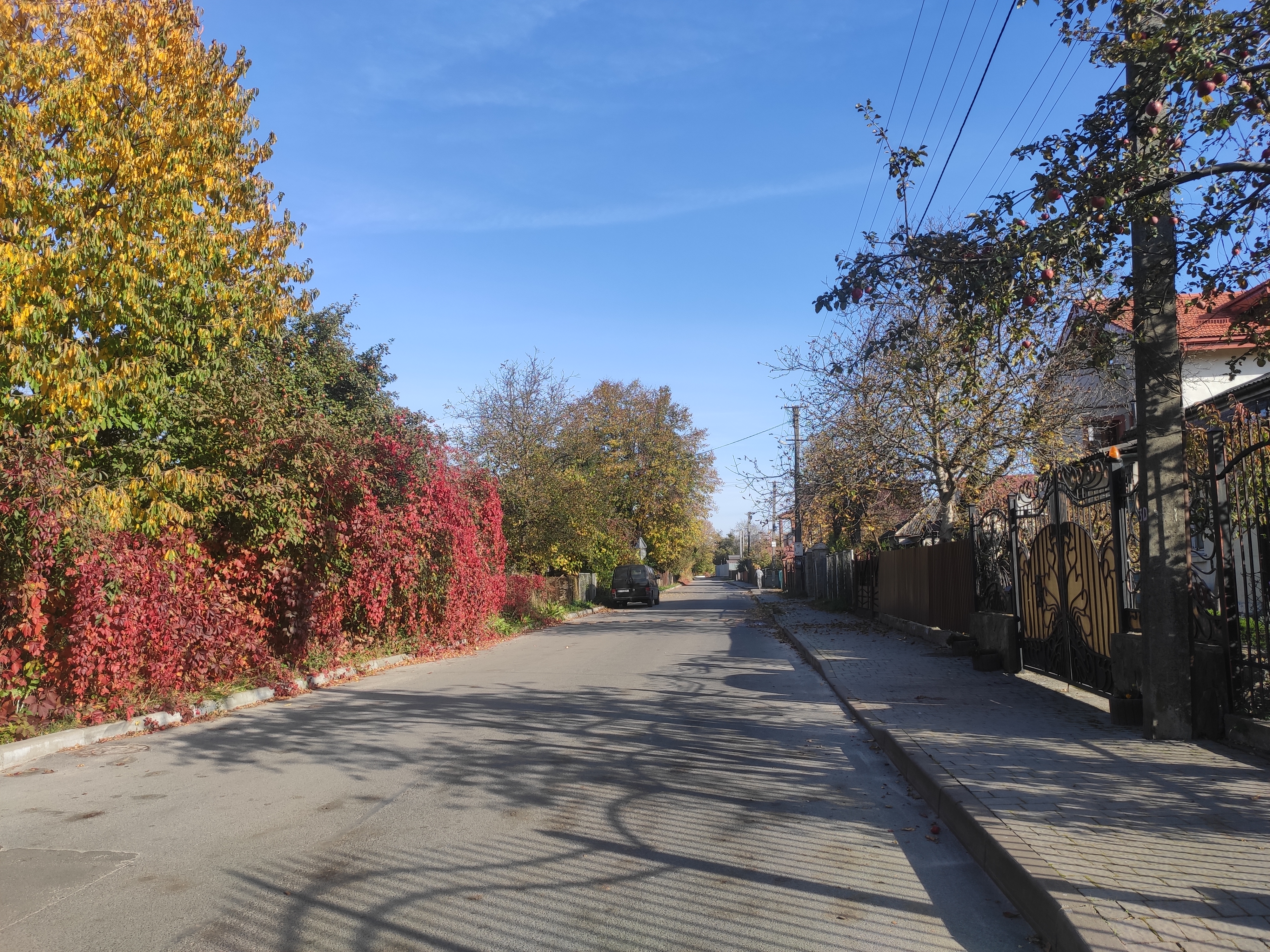
Rachiwska ist die Hauptstraße von Koselnyky.

## Geschichte
Der Ort wurde im Jahr 1400 als Kozelniky in districtu Lemburgensi sitas erwähnt, als er an die Franziskaner übergeben wurde. Der Dienstsiedlungsname ist vom Beruf des Ziegenzüchters (ukr. Козел, poln. Kozieł – Ziegenbock) abgeleitet. Solche Ortsnamen begleiten oft die frühmittelalterliche Burganlagen, mit dem benachbarten Sokilnyky geht es um die Löwenburg.
Das Dorf gehörte zur Adelsrepublik Polen-Litauen, Woiwodschaft Ruthenien, Lemberger Land. Bei der Ersten Teilung Polens kam das Dorf 1772 zum neuen Königreich Galizien und Lodomerien des habsburgischen Kaiserreichs (ab 1804). 1864 wurde die Bahnstrecke Lwiw–Tscherniwzi durch das Dorf eröffnet.
Das Dorf gehörte zur geschlossenen, polnischen Sprachinsel von Lemberg. Im Jahre 1900 hatte die Gemeinde Kleparów 105 Häuser mit 659 Einwohnern, davon waren 641 Polnischsprachige, 10 Ruthenischsprachige und 4 Deutschsprachige, 519 waren römisch-katholisch, 44 griechisch-katholisch, 85 jüdischer Religion, 11 anderen Glaubens.
Nach dem Ende des Polnisch-Ukrainischen Kriegs 1919 kam die Gemeinde zu Polen. Im Jahre 1921 hatte sie 126 Häuser mit 824 Einwohnern, davon waren 792 Polen, 6 Ruthenen, 26 Juden (Nationalität), 759 waren römisch-katholisch, 28 griechisch-katholisch, 37 waren Juden (Religion).
Am 1. April 1931 wurde der Teil der Gemeinde nördlich der Bahnstrecke in die Stadt eingemeindet. Darin wurde die städtische Bebauung fortgesetzt, u. a. als östliche Ergänzung des Neuen Lwiws (Nowy Lwów) und mit der römisch-katholischen Kirche (nach dem Jahr 1937). Erst 1955 folgte die Eingemeindung der Reste des Orts mit dem Altdorf.